# Жировница
 Тази статия е за селото в Северна Македония.  За общината в Словения вижте Жировница (община).  За селото, което е неин център, вижте Жировница (община Жировница).
Жировница или Жерноница, Жерновница (на македонска литературна норма: Жировница; на албански: Zheranica) е село в община Маврово и Ростуше на Северна Македония.

## География
Жировница се намира на 19 km от Мавровското езеро, вдясно от пътя водещ за Охрид през Дебър. Жировница е най-северното село и център на областта Долна Река.
Селото е поделено на няколко махали. В Долна махала са домовете на родовете Незировци, Шопевци, Матимачковци. В Бешир махала живеят Пайковци с Булковци, Чакъровци, Валавичарци, Карлевци и Висманци. В Осман махала живеят Оджиевци, Пластевци, Галевци и Тулаовци. В Мечкар махала живеят Гуговци, Картовци, Шияковци и Чоревци. В Горна махала живеят Гулевци, Жабаровци, Казовци.

## История
В XIX век Жировница е чисто помашко село в Османската империя. В „Етнография на вилаетите Адрианопол, Монастир и Салоника“, издадена в Константинопол в 1878 година и отразяваща статистиката на населението от 1873 година Жернопица (Jernopitza) е посочено като село с 300 домакинства с 615 жители помаци.
В края на 1887 година Жировница е определена за център на Реканската каза (Река, Рекалар).
Според статистиката на Васил Кънчов („Македония. Етнография и статистика“) от 1900 година Жерновница е населявано от 1300 жители, всички българи мохамедани.
На Етнографската карта на Битолския вилает на Картографския институт в София от 1901 година Жорновница е чисто помашко (българомохамеданско) село център на казата Рекани (Рекалар) на Дебърския санджак с 290 къщи.
Според преброяването от 2002 година селото има 1608 жители.
| Националност     | Всичко |
| ---------------- | ------ |
| северномакедонци | 1314   |
| албанци          | 258    |
| турци            | 20     |
| роми             | 0      |
| власи            | 0      |
| сърби            | 0      |
| бошняци          | 4      |
| други            | 12     |

## Личности
Родени в Жировница
- Дамчо Милошев, български общественик, след Младотурската революция в 1909 година е избран за един от 25-те български депутати на албанската конференция в Цариград.[6]
- Саме Лимани Жарновски (1935 – 2007), писател от Северна Македония